# Prefektura Nagano
Prefektura Nagano (jap. 長野県 Nagano-ken) – prefektura w Japonii, w centralnej części wyspy Honsiu (Honshū), w regionie Chūbu. Jej stolicą jest miasto Nagano.

## Historia
Prefektura Nagano dawniej była znana jako prowincja Shinano i w okresie Sengoku (1573–1603) podzielona była pomiędzy lokalnych daimyō.
Prefektura powstała w 1876 roku w wyniku reformy administracyjnej państwa, przeprowadzonej w ramach restauracji Meiji polegającej na szybkiej modernizacji i otwarciu na kontakty z Zachodem.
Otwarcie portów pod koniec siogunatu Tokugawów (1603–1868) dało Nagano możliwość nawiązania kontaktów z gospodarką świata. Budując swoje relacje z zagranicą, po raz pierwszy wprowadzono maszyny do nawijania jedwabiu i położono nacisk na rozwój technologii hodowli jedwabników, dzięki czemu region stał się wiodącym „królestwem jedwabnych nici” w Japonii. Historia Nagano jest tak ściśle powiązana ze wzlotami i upadkami przemysłu hodowli jedwabników (jedwabniki były podatne na choroby, a liście morwy łatwo uszkadzane przez pogodę), że można powiedzieć, że jest to historia samego Nagano.
Jedwabniki były z szacunkiem nazywane o-kaiko-sama („szanowne jedwabniki”). Przemysł ten osiągnął swój szczyt na początku XX wieku, ale z powodu wielkiego gospodarczego kryzysu światowego w latach 1929–1933, przemysł przędzalniczy upadł. Aby przezwyciężyć recesję w regionie, Nagano intensywnie promowało emigrację do Mandżurii w północno-wschodnich Chinach, stając się prefekturą z największą liczbą emigrantów.
Nagano było gospodarzem Zimowych Igrzysk Olimpijskich 1998, co dało prefekturze międzynarodową sławę.

## Geografia
Jest to prefektura śródlądowa, górzysta. Dziewięć z dwunastu najwyższych gór Japonii znajduje się w tej prefekturze. Większość obszaru jest zdominowana przez trzy pasma górskie, nazywane łącznie Alpami Japońskimi (Nihon Arupusu): Hida (Alpy Północne), Kiso (Alpy Centralne) i Akaishi (Alpy Południowe).
Nagano graniczy z największą liczbą innych prefektur w Japonii (Aichi, Gifu, Gunma, Toyama, Niigata, Saitama, Shizuoka, Yamanashi). Znajduje się w niej również najbardziej oddalony od oceanu punkt w całej Japonii.
W północnej części prefektury leży miasto Yamanouchi, wokół którego jest wiele atrakcji turystycznych: 
- największy ośrodek narciarski w Japonii, Shiga Kōgen (płaskowyż Shiga), oferujący dziesiątki tras zjazdowych, z których część służyła zawodom podczas XVIII Zimowych Igrzysk Olimpijskich w Nagano w 1998 roku;
- Park Małp Jigokudani (utworzony w 1964 r.), gdzie turyści mogą oglądać makaki japońskie kąpiące się w naturalnych, gorących źródłach (onsen). Pobliskie miasta Shibu Onsen i Yudanaka Onsen koncentrują się wokół kąpieli[5].

Shiga Kōgen i inne części Yamanouchi należą do Parku Narodowego Jōshin’etsu Kōgen. Ponadto znaczne części prefektury objęte są ochroną dzięki parkom narodowym:

- Park Narodowy Południowych Alp Japońskich
- Park Narodowy Chichibu-Tama-Kai
- Park Narodowy Chūbu-Sangaku
- Quasi-Park Narodowy Myōgi-Arafune-Saku Kōgen
- Quasi-Park Narodowy Yatsugatake-Chūshin Kōgen
- Quasi-Park Narodowy Tenryū-Okumikawa

Przez prefekturę przepływają m.in. rzeki: Shinano (367 km, na terenie Nagano nazywa się Chikuma), Tenryū (213km), Kiso (229), Sai (152,7 km, w górnym biegu nazywa się Azusa), Hime (60), Takase (55,8 km).

## Miasta
- Azumino
- Chikuma
- Chino
- Iida
- Iiyama
- Ina
- Komagane
- Komoro
- Matsumoto
- Nagano (stolica)
- Nakano
- Okaya
- Ōmachi
- Saku
- Shiojiri
- Suwa
- Suzaka
- Tōmi
- Ueda

## Transport

### Kolejowy
Od czasu igrzysk olimpijskich w 1998 roku Nagano jest połączone z siecią kolei dużych prędkości przy pomocy linii Hokuriku Shinkansen (wówczas Nagano Shinkansen), eksploatowanej przez East Japan Railway Company. Inne ważne linie kolejowe w Nagano to: Główna linia Chūō, Główna linia Shin’etsu i Linia Shinonoi. Linie lokalne obsługiwane są także przez Central Japan Railway Company i West Japan Railway Company.

### Drogowy
Autostrady:
- Chūō, Joshin-Etsu, Nagano, Chūbu-Jūkan, Chūbu-Ōdan, San’en Nanshin
- Drogi krajowe Nr: 18, 19, 20, 117, 141, 142, 143, 144, 147, 148, 151, 152, 153, 158, 254, 403, 406.

### Lotniczy
Prefekturę obsługuje Port lotniczy Matsumoto.

## Turystyka
- Zamek Matsumoto
- Świątynia buddyjska Zenkō-ji

## Galeria

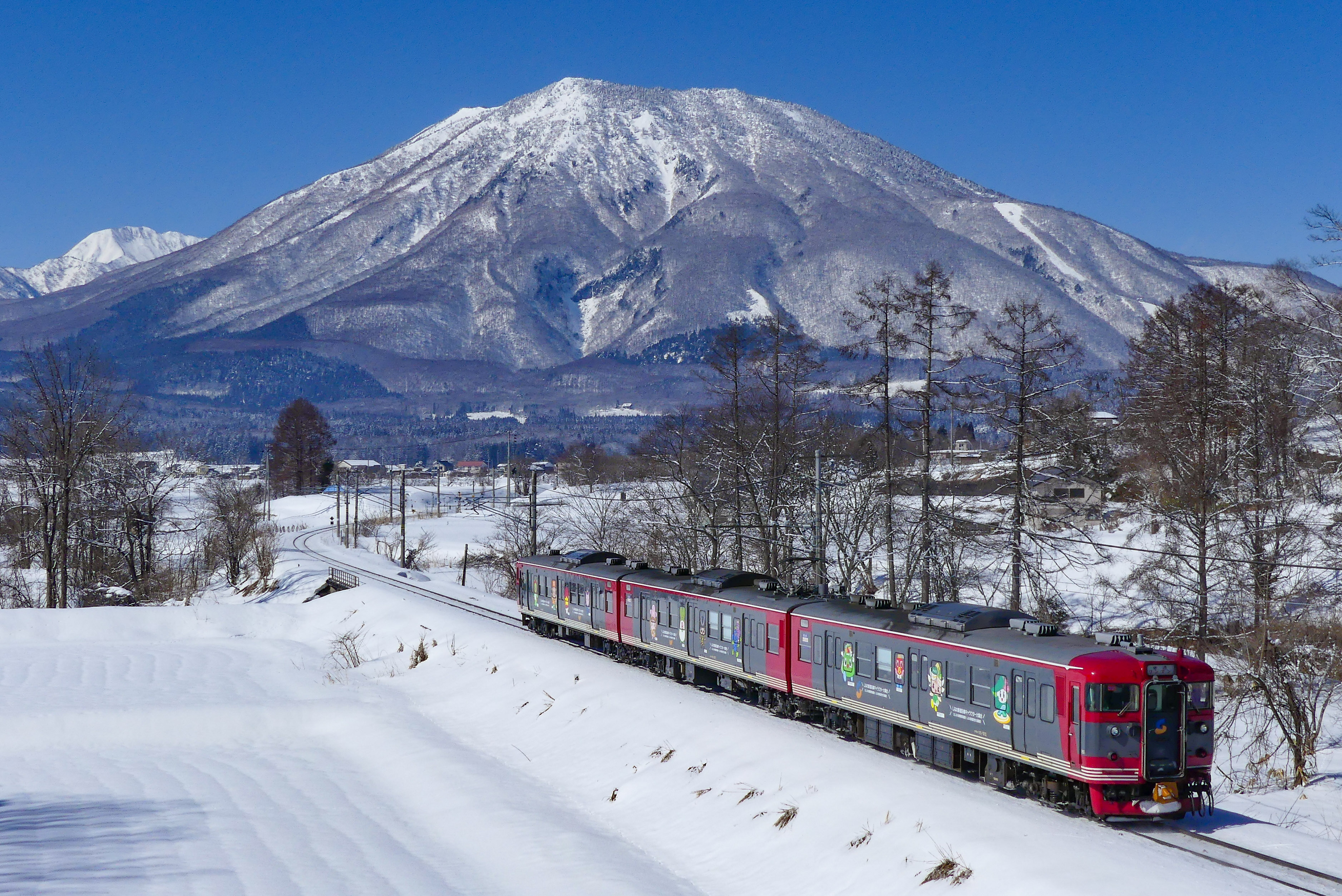
Linia Shinano na tle góry Kurohime (2053 m)
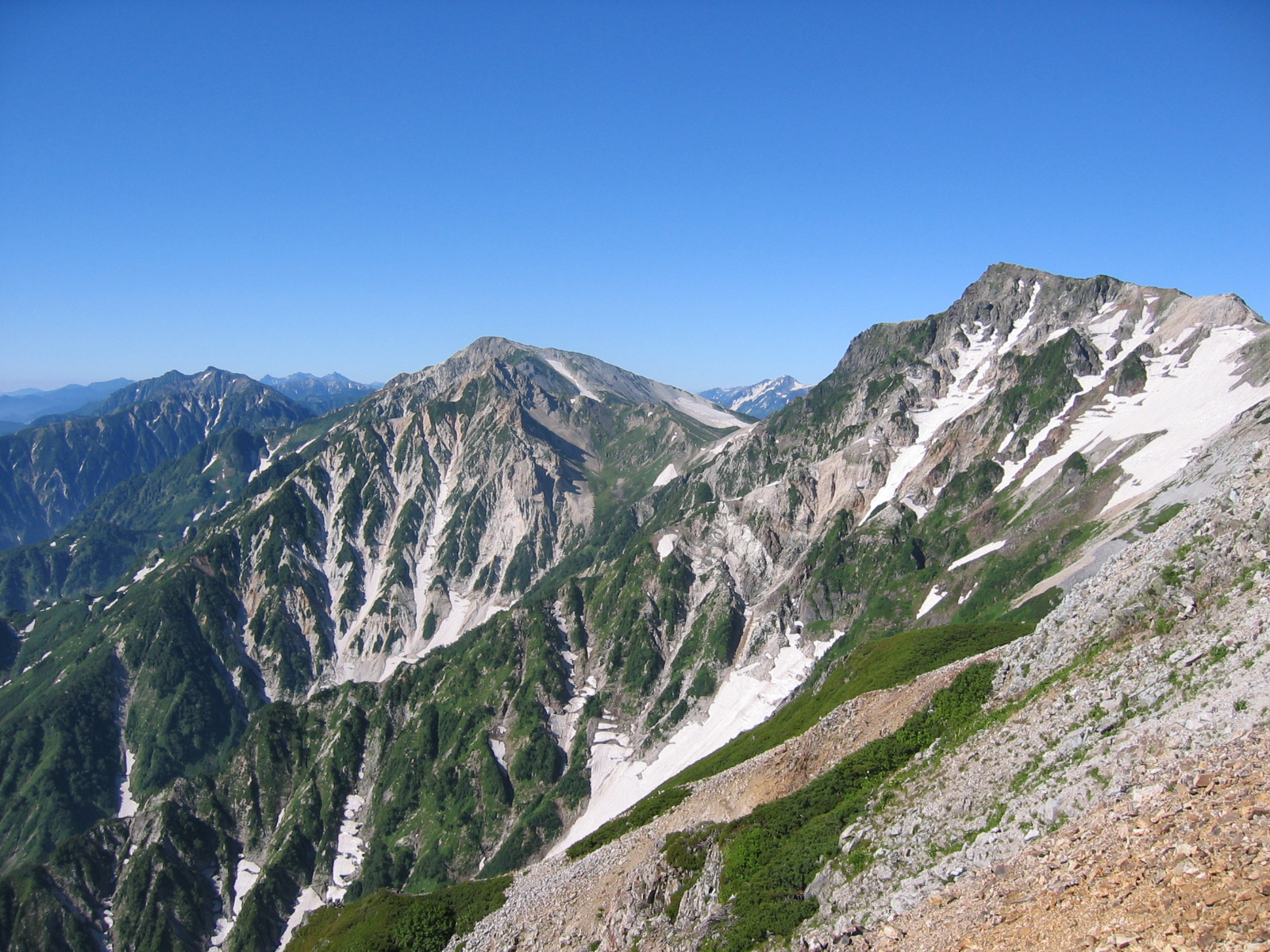
Pasmo górskie Hakuba
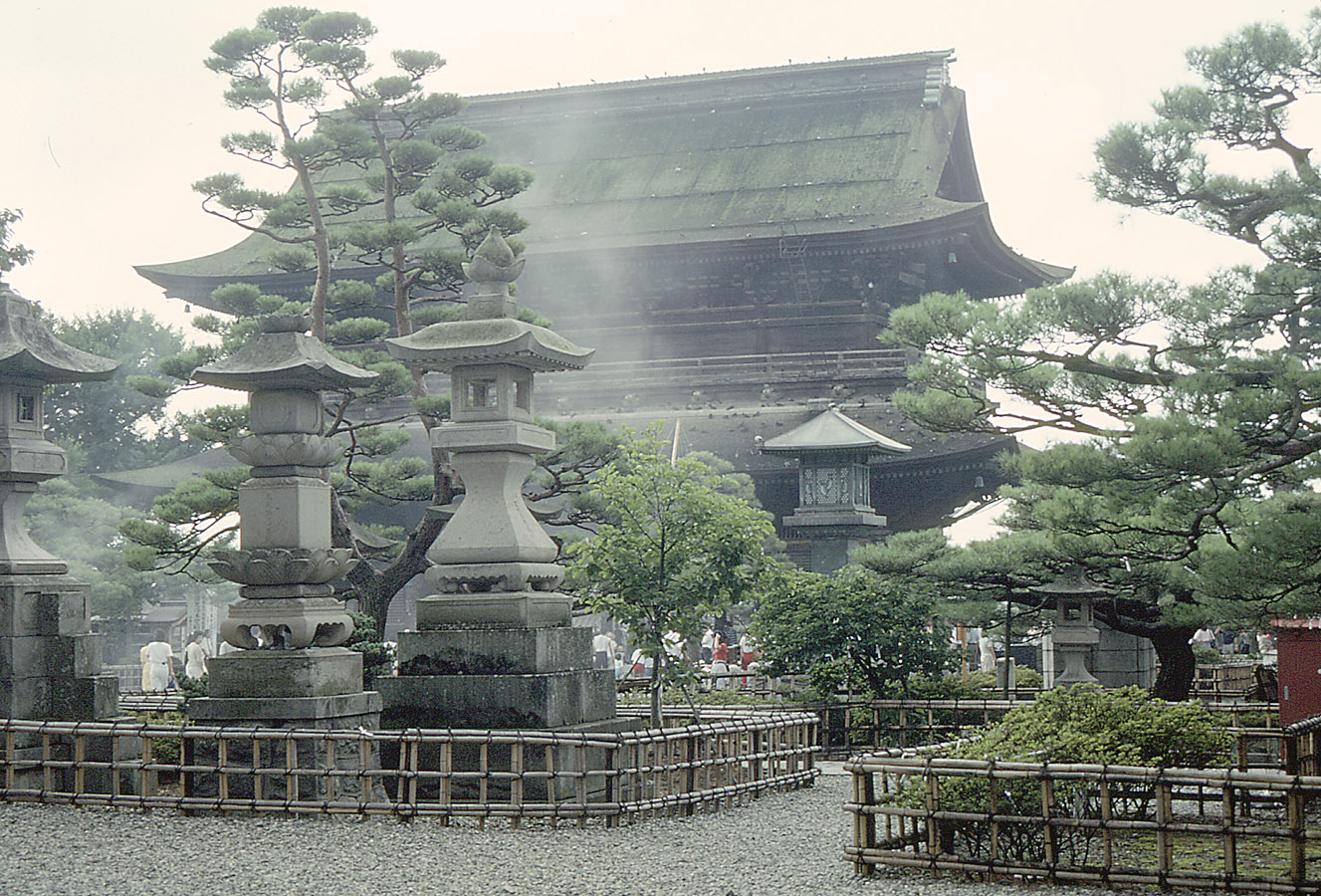
Świątynia buddyjska Zenkō-ji w Nagano
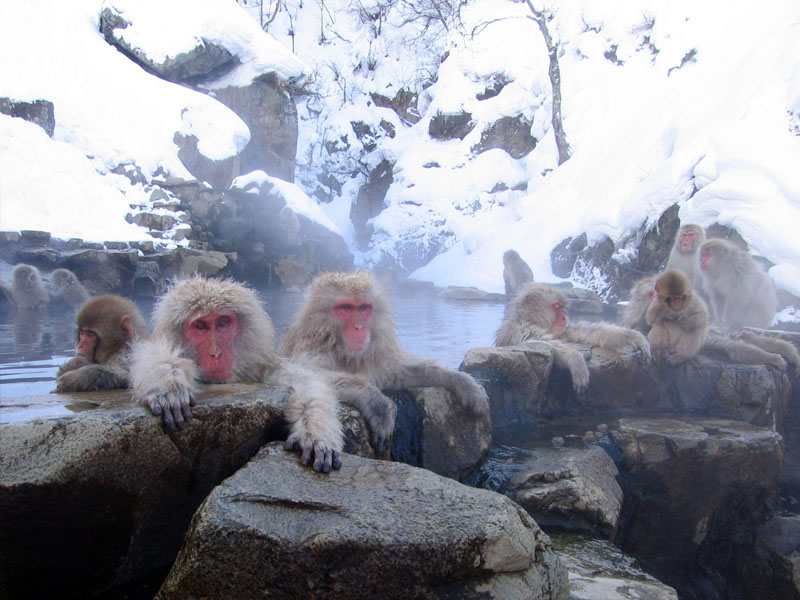
Gorące źródła Jigokudani (małpy – Makak japoński, Macaca fuscata)
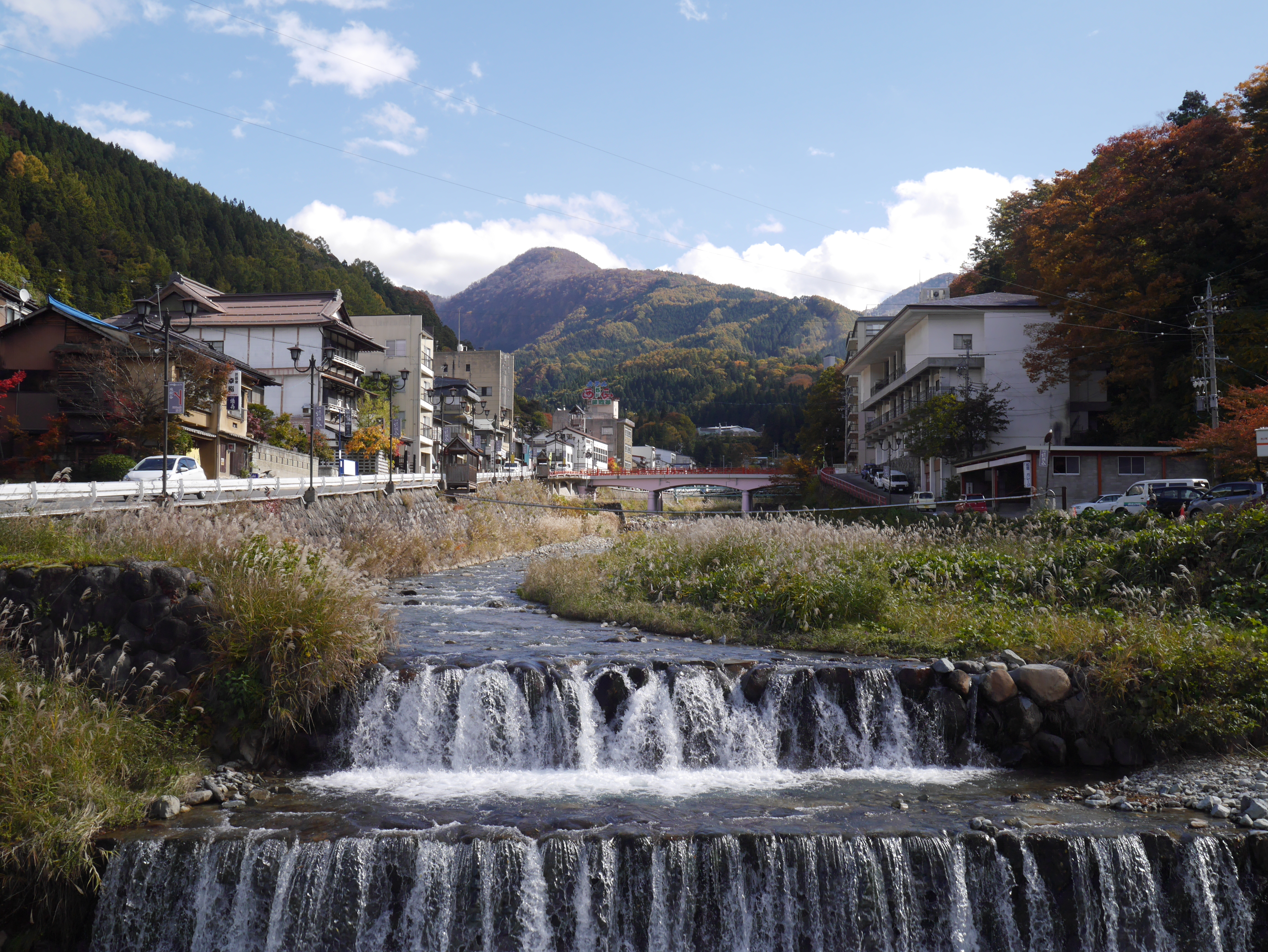
Shibu Onsen
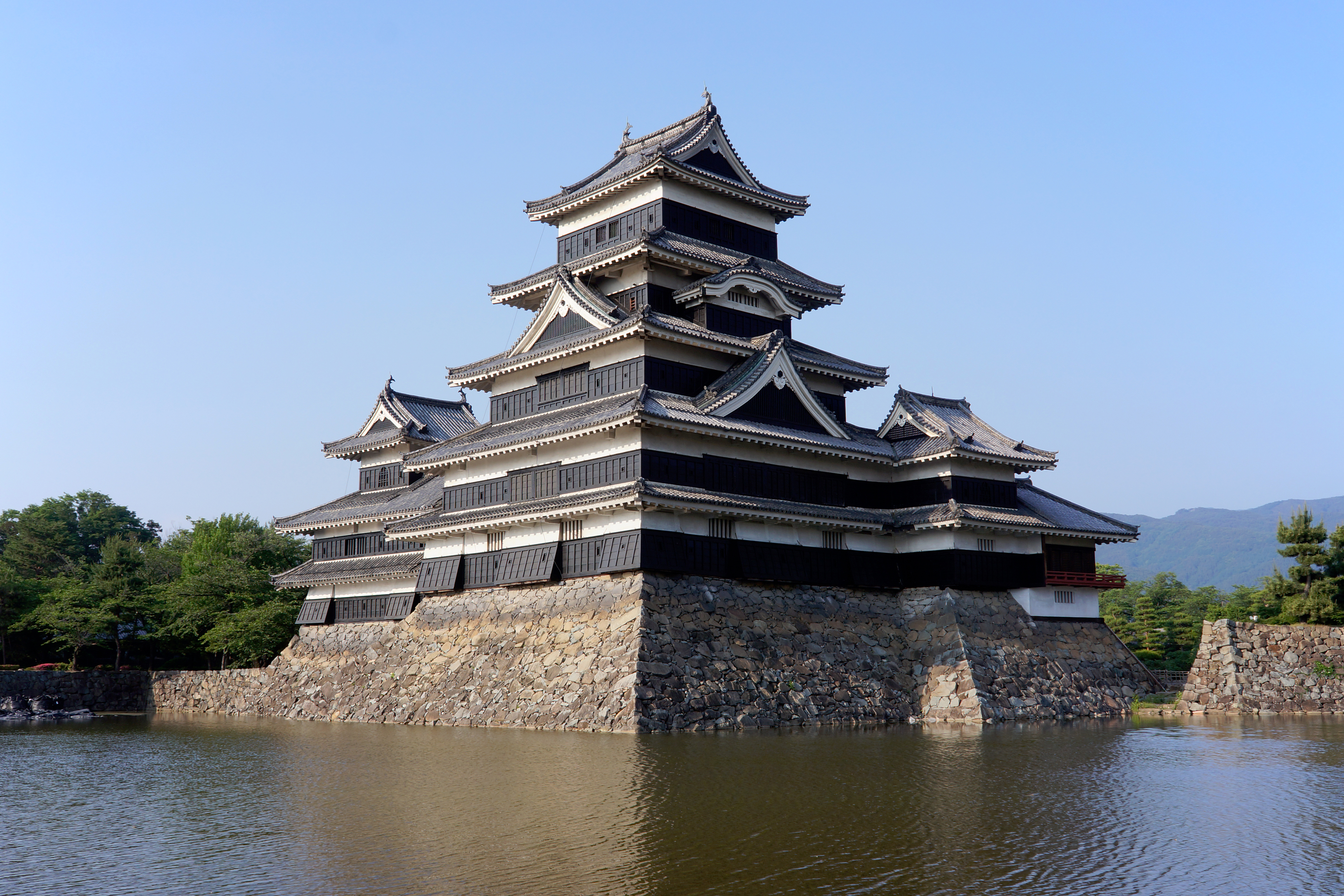
Zamek Matsumoto